# Bystra rufa
Bystra rufa là một loài tò vò trong họ Ichneumonidae.